# Лавка древностей (Сиэтл)

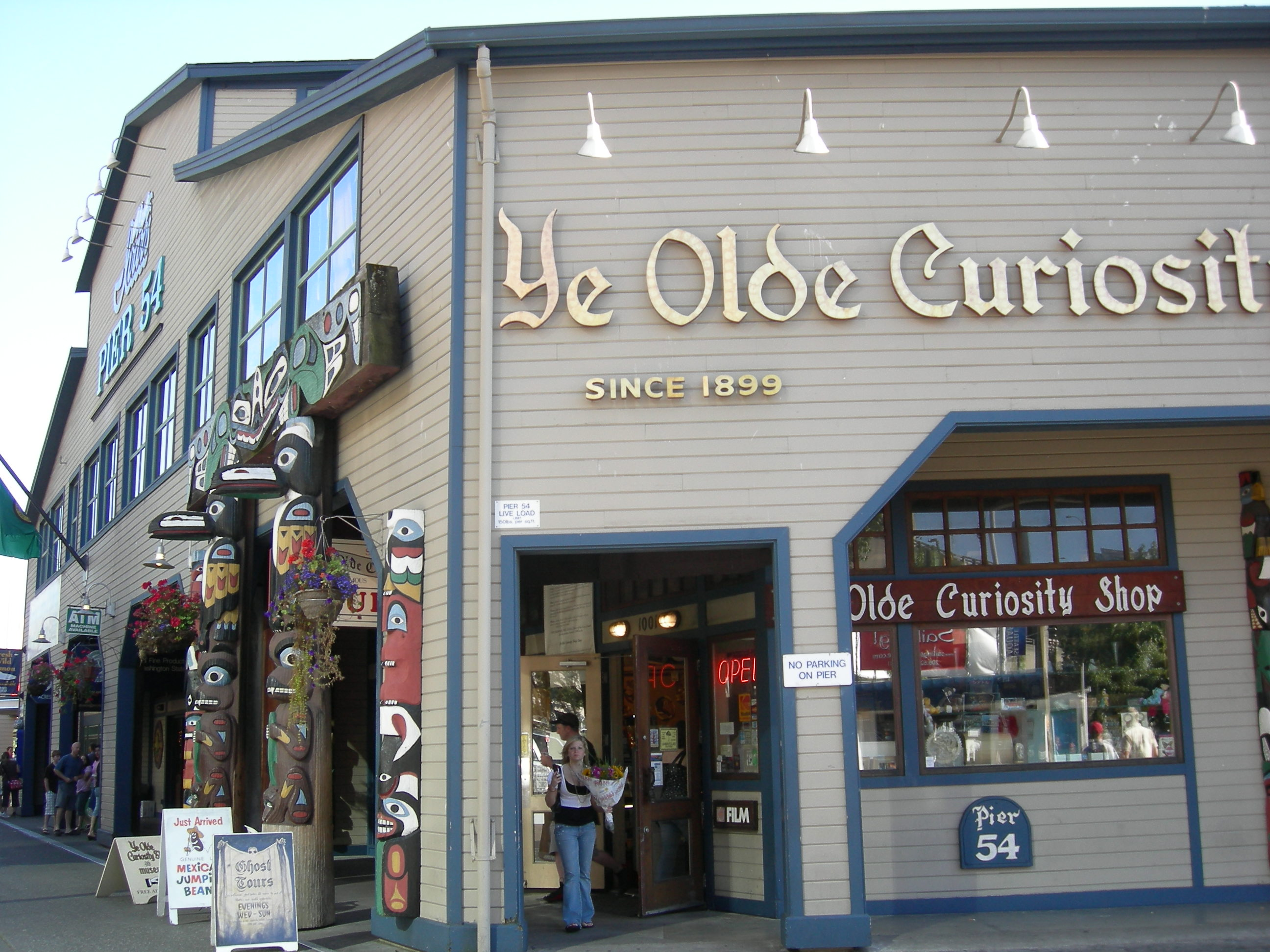
Магазин в 2007 году.

Лавка древностей (англ. Ye Olde Curiosity Shop — «магазин старых диковинок», название намеренно архаизировано) — антикварный магазин в районе Центральной набережной в городе Сиэтл (штат Вашингтон), расположенный на Пирсе № 54. Был основан в 1899 году и несколько раз переезжал с места на место, в основном по прибрежной территории. Название является намеренно архаизированной формой названия романа Чарльза Диккенса «Лавка древностей» (1841). По состоянию на 2008 год музей непрерывно находился в собственности одной и той же семьи на протяжении четырёх поколений.
В магазине представлена богатая этнографическая коллекция — в первую очередь, предметы искусства и быта индейцев и эскимосов, с которой можно ознакомиться бесплатно. Предметы из магазина приобретались многими крупнейшими музеями США и других стран.

## История
Магазин основал в 1899 году Дж. Стэндли, ранее торговавший, в том числе и индейскими предметами, в Денвере. Переехав в Сиэтл из-за того, что его жена не переносила высокогорный климат, он обнаружил город в состоянии золотой лихорадки и быстро нашёл свою нишу. Организованная им в 1909 году выставка искусства Аляски, Юкона и тихоокеанского побережья привлекла огромное количество посетителей, включая учёных и коллекционеров. За эту выставку Стэндли получил золотую медаль среди собирателей этнографических коллекций.

## Галерея

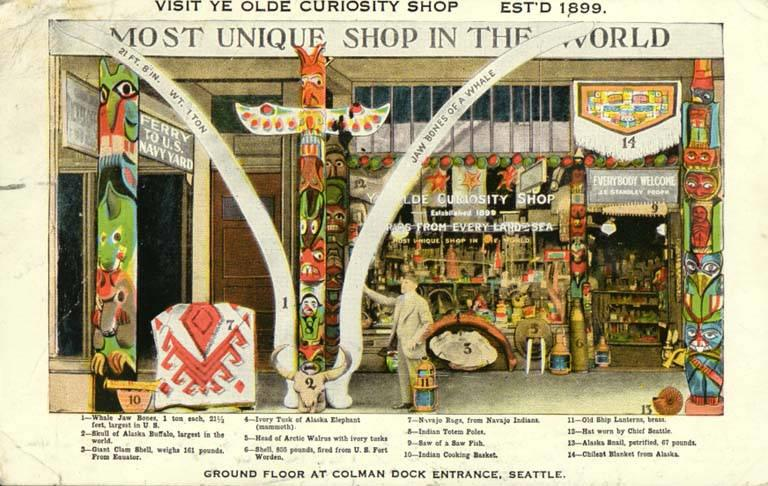
Магазин на открытке 1922 года.
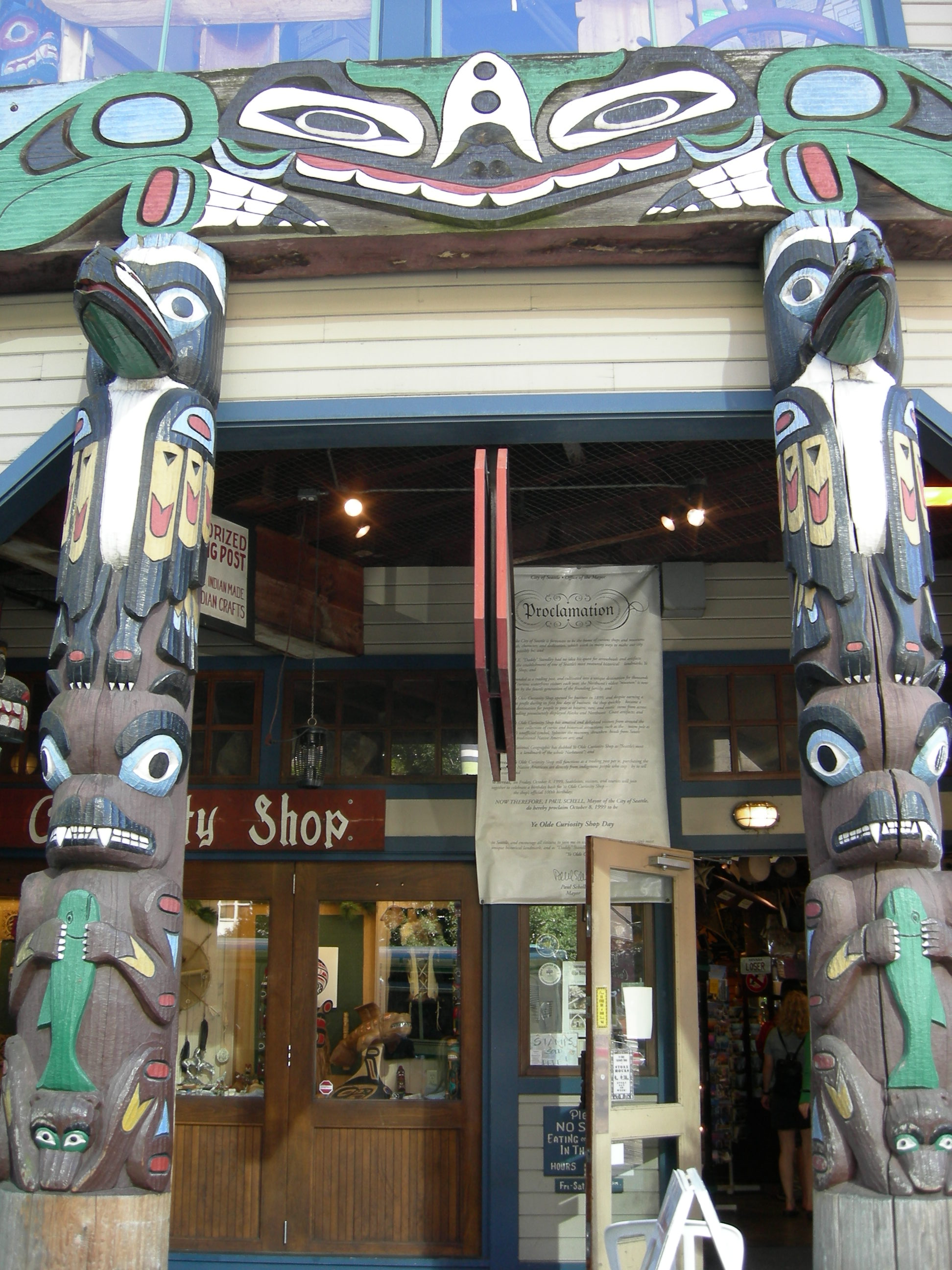
Вход в магазин на Пирсе 54. По бокам — тотемные столбы.
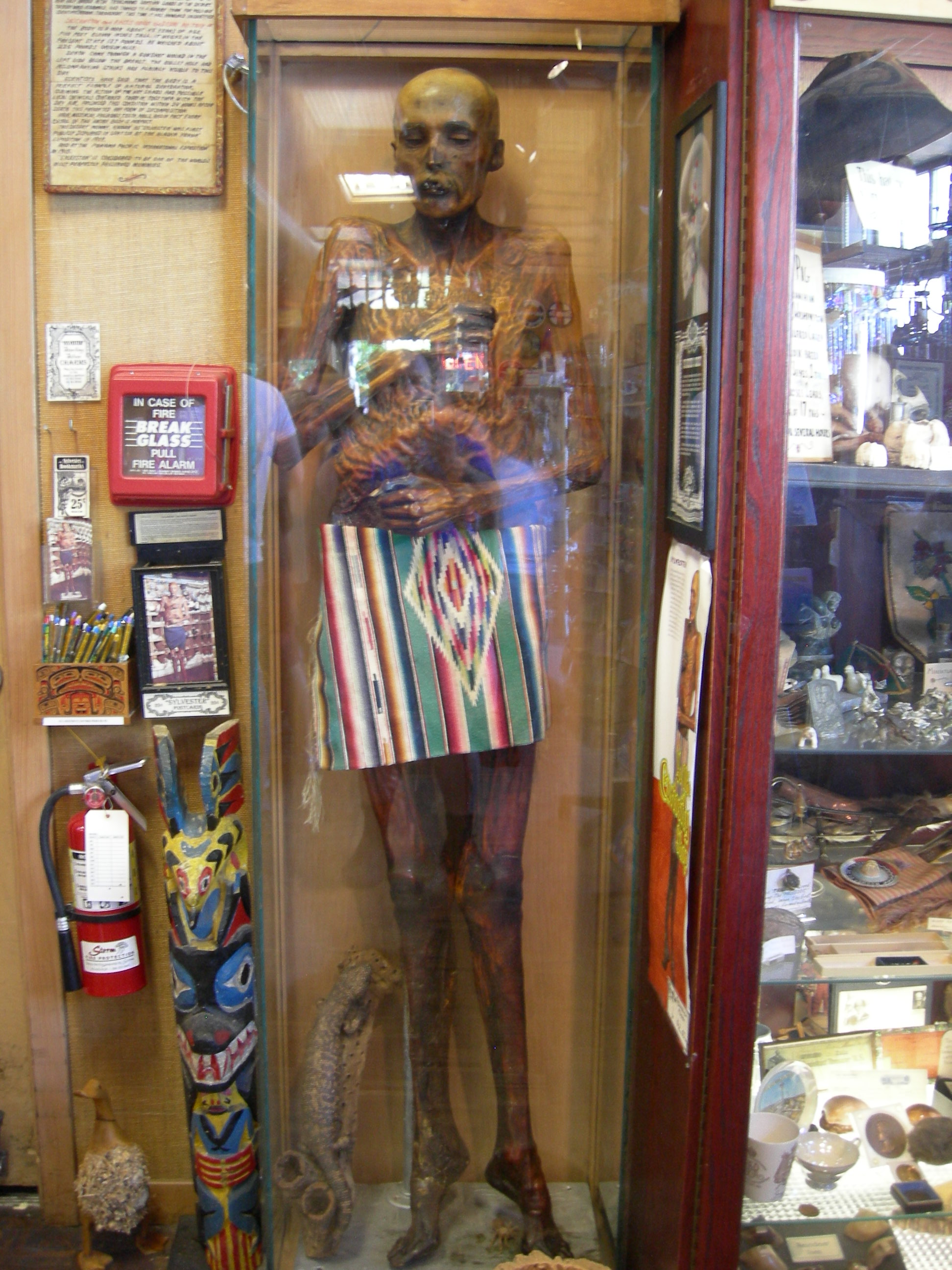
Мумия, известная как «Сильвестр»
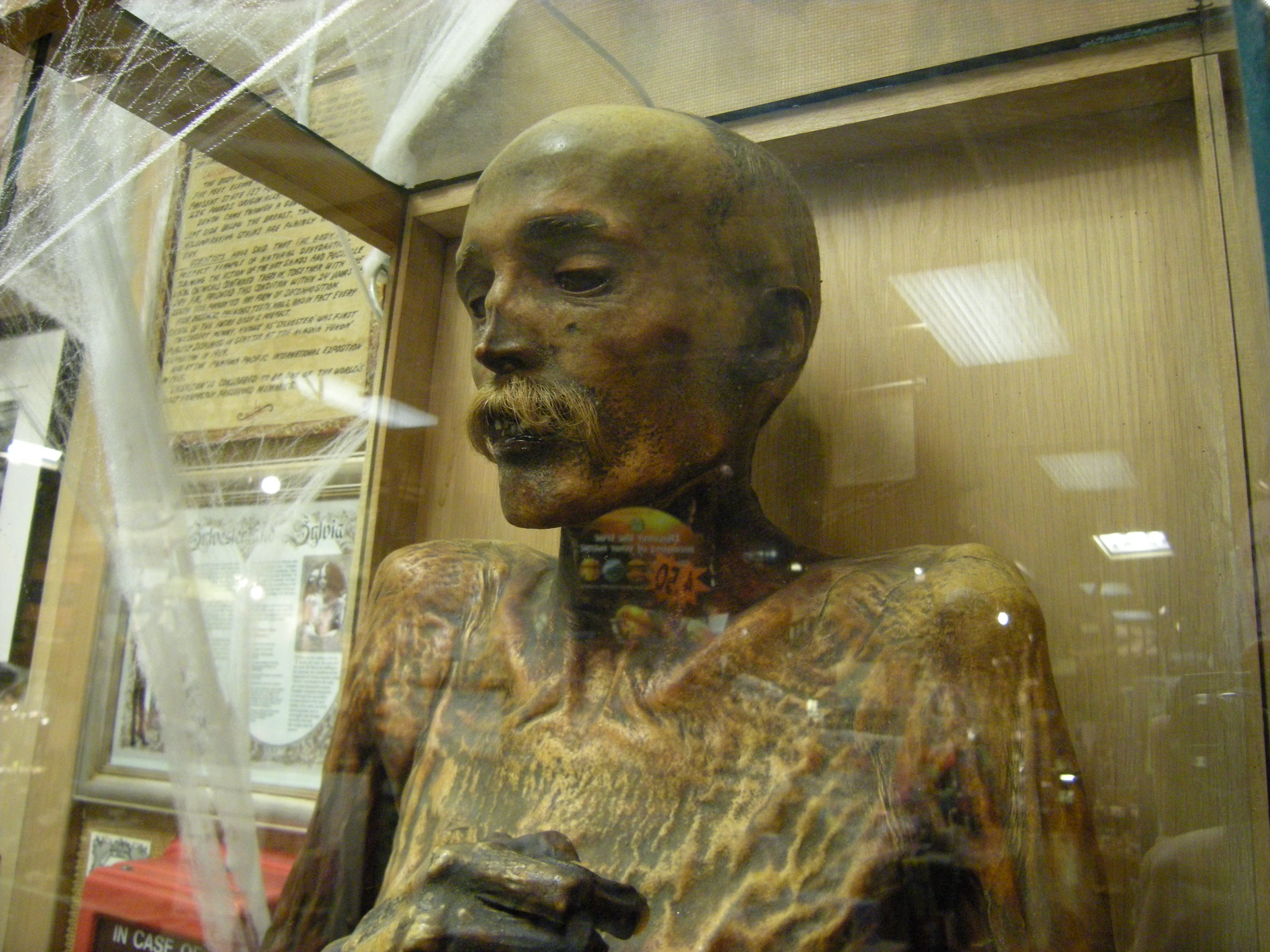
«Сильвестр»